# سفارة فرنسا في الفلبين
سفارة فرنسا في الفلبين هي أرفع تمثيل دبلوماسي لدولة فرنسا لدى الفلبين. تقع السفارة في ماكاتي وهي تهدف لتعزيز المصالح الفرنسية في الفلبين.

## وصلات خارجية
- الموقع الرسمي
- قائمة سفارات فرنسا
- قائمة السفارات في الفلبين